# Blue Neighbourhood
Blue Neighbourhood (del inglés: Vecindario azul) es el álbum debut del cantautor sudafricano-australiano Troye Sivan, lanzado el 4 de diciembre de 2015 por la discográfica EMI Music Australia and Capitol. El álbum es precedido por el cuarto EP de Sivan "WILD", que sirvió como una entrada de 6 canciones para el álbum.

## Antecedentes
El 13 de octubre de 2015, Sivan reveló  WILD  para servir como una introducción a la apertura de su álbum de debut  Blue Neighbourhood. Tres canciones de  Wild  fueron seleccionados para estar en la edición estándar del álbum, mientras que las seis canciones también están disponibles en la edición de lujo.
Al día siguiente del anuncio, Sivan extendió su primera gira por Estados Unidos Troye Sivan Live para una gira mundial en Europa y Australia. Los pedidos anticipados para el álbum se abrieron el 15 de octubre de 2015, con el álbum alcanzando la posición n.º 1 en cuestión de horas en iTunes en diez países, entre ellos Estados Unidos.
"Talk Me Down" se incluyó como un sencillo promocional para aquellos que ya habían reservado el álbum y fue la única canción inédita disponible antes de su liberación. Los que ya habían comprado  WILD  recibieron un descuento para comprar Blue Neighbourhood.
Sivan también lanzó paquetes de mercancías en su sitio web, vendiendo jerséis con el logotipo del álbum, velas perfumadas para que coincida con el estado de ánimo de sus canciones, CD, vinilos, carteles, descargas digitales, bolsos y cuadernos.

## Lanzamiento y promoción
El 13 de octubre de 2015, Sivan reveló que Wild servía como introducción inicial del álbum.Los pedidos anticipados del álbum se abrieron el 15 de octubre de 2015, con el álbum alcanzando el n.º 1 en cuestión de horas en la iTunes Store en diez países, entre ellos Estados Unidos. "Talk Me Down" se incluyó como sencillo promocional para aquellos que pre-ordenaron el álbum y fue la única canción inédita disponible antes del lanzamiento. Aquellos que ya habían comprado Wild recibieron un descuento para adquirir Blue Neighbourhood. Sivan también lanzó paquetes de mercancía en su sitio, vendiendo jerseys con el logotipo del álbum, velas perfumadas para que coincidan con el estado de ánimo de sus canciones, CD, vinilos, carteles, descargas digitales, bolsas y cuadernos.  El 22 de mayo, Sivan actuó en los 2016 Billboard Music Awards. El 28 de agosto, Sivan actuó en el pre-show de los 2016 MTV Video Music Awards.  Sivan se embarcó en dos giras de conciertos para promocionar el álbum: la primera es el  Blue Neighbourhood Tour y más tarde el Suburbia Tour.

## Composición
Blue Neighbourhood ha sido descrito como un álbum electropop, gloom-pop, y synth-pop disco con elementos EDM, música electrónica, electro, y R&B.  Los temas líricos del disco incluyen las experiencias de Sivan con el amor, la juventud, el anhelo, el desamor y la afirmación.  Los críticos también han comparado el disco con otros músicos como Lorde, Taylor Swift, Sam Smith, Macklemore y Adele.

## Vídeos musicales
El álbum se acompaña de tres vídeos musicales siguiendo la historia de dos amigos varones de la infancia que intervienen en una relación romántica, y las luchas de su relación entre personas del mismo sexo. Los dos primeros vídeos de "Wild" y "Fools" ya estaban siendo etiquetados bajo el término genérico  Blue Neighbourhood  por Sivan antes de anunciar que era el nombre del álbum. Ambos fueron lanzados en septiembre de 2015.
El 14 de octubre de 2015, Troye Sivan dio a conocer un vídeo teaser anunciando el álbum de estudio. En el sumario, fragmentos de "Happy Little Pill", "Wild", "Fools", y una canción inédita del próximo álbum titulada "Youth" se escuchan en el fondo.
El último video, de la canción "Talk Me Down", fue lanzado el 20 de octubre de 2015. Retrata la muerte del amor de la infancia de Sivan, que salta de un acantilado después del funeral de su padre, después de haber sufrido años de la homofobia. Para finalizar Sivan se suicida por la pérdida de su gran amor esto proporciona líneas directas de prevención del suicidio después de su lanzamiento.

## Recepción Crítica
Blue Neighborhood fue aclamado por la crítica musical. En Metacritic, que asigna una  normalizado calificación de 100 a comentarios de la prensa de corriente, el álbum recibió una  media. Puntuación de 80, basado en 4 opiniones Everett Truth de The Guardian dio al álbum cinco estrellas, comentando que "es difícil encontrar defectos en  Blue Barrio " y alabando Sivan para "capturar el sonido de ahora tan bien". Neil Z. Yeung de AllMusic alabó Sivan de "bochornoso y sin esfuerzo, herido y sin aliento" voz, así como tomando nota de los temas del álbum de "la angustia y la afirmación" que lo convierten en "un espumoso, la experiencia triunfal" Al escribir para Billboard '.', Kenneth perdiz comentó que "en lugar de originalidad, Sivan vende "vulnerabilidad", así como la comparación de la instrumentación del álbum a los de Lorde y Taylor Swift. Bernard Zuel de The Sydney Morning Herald describe Sivan como tener un "café y crema de voz [...] ingeniosamente atrapado entre la infancia y la edad adulta."
Escritores para Herald Sun elogiaron la voz de Sivan, que calificó de "valiente y honesto de un modo mayoría de las estrellas del pop no están", así como señalar la apertura del contenido de las letras del álbum que "no [tímida] lejos de pronombres como muchos antes que él. " Jules Lefevre de  Rolling Stone Australia  al comentar que la voz de Sivan" [libración] en medio de la producción electrónica que gestiona estar densamente intrincado y la luz de helio ", y que" ofrece estas joyas de la sabiduría tranquilas joven con la suficiente humildad para que sea más que entrañable precoz. "

### Reconocimientos
| Premio                    | Categoría                     | Nominación                                     | Resultado |
| ------------------------- | ----------------------------- | ---------------------------------------------- | --------- |
| MTV Video Music Awards    | Mejor vídeo de larga duración | Blue Neighbourhood Trilogy                     | Nominado  |
| ARIA Music Awards of 2016 | Álbum del año                 | Blue Neighbourhood                             | Nominado  |
| ARIA Music Awards of 2016 | Mejor artista masculino       | Blue Neighbourhood                             | Nominado  |
| ARIA Music Awards of 2016 | Mejor lanzamiento pop         | Blue Neighbourhood                             | Nominado  |
| ARIA Music Awards of 2016 | Canción del Año               | "Youth"                                        | Ganador   |
| ARIA Music Awards of 2016 | Mejor Vídeo                   | "Youth" Acoustic (Sydney Session)              | Ganador   |
| ARIA Music Awards of 2016 | Productor del Año             | Alex Hope for Troye Sivan – Blue Neighbourhood | Nominado  |
| ARIA Music Awards of 2016 | Ingeniero del Año             | Alex Hope for Troye Sivan – Blue Neighbourhood | Ganador   |

## Rendimiento comercial
Blue Neighborhood debutó en el número seis en Australia y siete en Estados Unidos, vendiendo 65,000 unidades equivalentes de álbum (55,000 provenientes de ventas de álbumes puros), convirtiéndose en su tercer lanzamiento para debutar dentro de los diez primeros. En Estados Unidos esa fue su mejor semana de ventas, a pesar de tener el pico más bajo de todos sus álbumes y EPs.

## Lista de canciones
- Edición estándar

| Edición Estándar — Versión Estándar |                                |                                             |                   |          |  |
| N.º                                 | Título                         | Escritor(es)                                | Productor(es)     | Duración |  |
| 1.                                  | «Wild»                         | Troye Sivan Alex Hope                       | Hope              | 3:48     |  |
| 2.                                  | «Fools»                        | Sivan Hope Pip Norman                       | SLUMS Hiew Norman | 3:40     |  |
| 3.                                  | «Ease» (featuring Broods)      | Sivan Georgia Nott Caleb Nott               | C. Nott           | 3:34     |  |
| 4.                                  | «Talk Me Down»                 | Sivan Leland Hope Bram Inscore Emile Haynie | Emile Haynie      | 3:57     |  |
| 5.                                  | «Cool»                         | Sivan Hope                                  | Hope              | 3:21     |  |
| 6.                                  | «Heaven» (featuring Betty Who) | Sivan Hope Antonoff                         | Jack Antonoff     | 4:21     |  |
| 7.                                  | «Youth»                        | Sivan Hope Bram Inscore Leland Allie X      |                   | 3:05     |  |
| 8.                                  | «Lost Boy»                     | Sivan                                       |                   | 3:43     |  |
| 9.                                  | «For Him.» (featuring Allday)  | Sivan Tom Gaynor                            |                   | 3:29     |  |
| 10.                                 | «Suburbia»                     | Sivan                                       |                   | 3:53     |  |
| 36:51                               |                                |                                             |                   |          |  |

| Blue Neighbourhood – Edición de lujo |                                |                                             |                            |          |  |
| N.º                                  | Título                         | Escritor(es)                                | Productor(es)              | Duración |  |
| 1.                                   | «Wild»                         | Troye Sivan Alex Hope                       | Hope                       | 3:48     |  |
| 2.                                   | «Bite»                         | Sivan Bram Inscore Brett McLaughlin Allie X | SLUMS Alex JL Hiew Inscore | 3:06     |  |
| 3.                                   | «Fools»                        | Sivan Hope Pip Norman                       | SLUMS Hiew Norman          | 3:40     |  |
| 4.                                   | «Ease» (featuring Broods)      | Sivan Georgia Nott Caleb Nott               | C. Nott                    | 3:34     |  |
| 5.                                   | «The Quiet»                    | Sivan Dann Hume                             | SLUMS Hiew Hume            | 3:46     |  |
| 6.                                   | «Dkla» (featuring Tkay Maidza) | Sivan Hope Hiew Jean Capotorto Tkay Maidza  | SLUMS Hiew                 | 4:16     |  |
| 7.                                   | «Talk Me Down»                 | Sivan Bram Inscore Emile Haynie             |                            | 3:57     |  |
| 8.                                   | «Cool»                         | Sivan Hope                                  | Hope                       | 3:21     |  |
| 9.                                   | «Heaven» (featuring Betty Who) | Sivan Hope                                  |                            | 4:21     |  |
| 10.                                  | «Youth»                        | Sivan Hope Bram Inscore Leland Allie X      |                            | 3:05     |  |
| 11.                                  | «Lost Boy»                     | Sivan                                       |                            | 3:43     |  |
| 12.                                  | «For Him.» (featuring Allday)  | Sivan Tom Gaynor                            |                            | 3:29     |  |
| 13.                                  | «Suburbia»                     | Sivan                                       |                            | 3:53     |  |
| 14.                                  | «Too Good»                     | Sivan Hope                                  | Hope                       | 3:44     |  |
| 15.                                  | «Blue» (featuring Alex Hope)   | Sivan Hope                                  | Hope                       | 3:31     |  |
| 16.                                  | «Wild» (XXYYXX Remix)          | Sivan · Hope                                | XXYYXX                     | 3:32     |  |
| 58:45                                |                                |                                             |                            |          |  |

| Blue Neighbourhood – Edición exclusiva de Target |                                    |                                   |               |          |  |
| N.º                                              | Título                             | Escritor(es)                      | Productor(es) | Duración |  |
| 17.                                              | «Swimming Pools»                   | Sivan                             |               |          |  |
| 18.                                              | «Happy Little Pill (Live Version)» | Sivan · Brandon Rogers · Tat Tong |               |          |  |

| Blue Neighbourhood – Edición Especial Coreana |                                  |                                   |               |          |  |
| N.º                                           | Título                           | Escritor(es)                      | Productor(es) | Duración |  |
| 17.                                           | «Happy Little Pill»              | Sivan · Brandon Rogers · Tat Tong |               |          |  |
| 18.                                           | «Touch»                          | Sivan · Thomas Rawle              |               |          |  |
| 19.                                           | «Fun»                            | Sivan · Alex Hope & Lindsay Rimes |               |          |  |
| 20.                                           | «Gasoline»                       | Sivan · Paul Carter               |               |          |  |
| 21.                                           | «The Fault in Our Stars (MMXIV)» | Sivan                             |               |          |  |

## Posicionamiento en listas

### Semanales
| País              | Lista                    | Mejor posición |
| ----------------- | ------------------------ | -------------- |
| Alemania          | Media Control Charts     | 73             |
| Australia         | Australian Albums Chart  | 6              |
| Austria           | Austrian Albums Chart    | 49             |
| Bélgica (Flandes) | Belgian Albums Chart     | 20             |
| Bélgica (Valonia) | Belgian Albums Chart     | 140            |
| Canadá            | Canadian Albums Chart    | 11             |
| Dinamarca         | Danish Albums Chart      | 19             |
| Escocia           | Scottish Albums Chart    | 44             |
| Estados Unidos    | Billboard 200            | 7              |
| Finlandia         | Suomen virallinen lista  | 32             |
| Grecia            | IFPI Grecia              | 44             |
| Irlanda           | Irish Albums Chart       | 30             |
| Italia            | Italian Albums Chart     | 78             |
| México            | AMPROFON                 | 19             |
| Noruega           | Norwegian Albums Chart   | 17             |
| Nueva Zelanda     | New Zealand Albums Chart | 3              |
| Países Bajos      | Dutch Albums Chart       | 25             |
| Polonia           | Polish Albums Chart      | 49             |
| Reino Unido       | UK Albums Chart          | 43             |
| Suecia            | Swedish Albums Chart     | 10             |
| Suiza             | Swiss Albums Chart       | 66             |
| Taiwán            | Five Music               | 5              |

### Anuales
| País           | Lista                    | Posición |
| 2015           | 2015                     | 2015     |
| -------------- | ------------------------ | -------- |
| Australia      | Australian Albums Chart  | 67       |
| 2016           |                          |          |
| Australia      | Australian Albums Chart  | 60       |
| Corea del Sur  | Gaon Album Chart         | 16       |
| Corea del Sur  | Gaon Album Chart         | 18       |
| Dinamarca      | Danish Albums Chart      | 53       |
| Estados Unidos | Billboard 200            | 53       |
| México         | AMPROFON                 | 85       |
| Nueva Zelanda  | New Zealand Albums Chart | 45       |
| Suecia         | Swedish Albums Chart     | 92       |

## Certificaciones
| País           | Organismo certificador | Certificación | Ventas certificadas | Ref.   |
| -------------- | ---------------------- | ------------- | ------------------- | ------ |
| Australia      | ARIA                   | Platino       | 70 000              | [ 65 ] |
| Dinamarca      | IFPI — Dinamarca       | Oro           | 10 000              | [ 66 ] |
| Estados Unidos | RIAA                   | Oro           | 500 000             | [ 67 ] |
| Reino Unido    | BPI                    | Plata         | 60 000              | [ 68 ] |
| Singapur       | RIAS                   | Oro           | 5000                | [ 69 ] |
| Suecia         | IFPI — Suecia          | Oro           | 20 000              | [ 70 ] |